# Gonodonta plumbicincta
Gonodonta plumbicincta là một loài bướm đêm trong họ Noctuidae.